# Liste der Monuments historiques in Arceau
Die Liste der Monuments historiques in Arceau führt die Monuments historiques in der französischen Gemeinde Arceau auf.

## Liste der Immobilien
| Bezeichnung       | Beschreibung | Standort                 | Kennzeichnung | Schutzstatus | Datum     | Bild           |
| ----------------- | --- | ------------------------ | ------------- | ------------ | --------- | -------------- |
| Château d’Arcelot | Schloss, 1720 erbaut, von 1761 bis 1765 durch Thomas Dumorey umgebaut; einschließlich der Wirtschaftsgebäude und des Parks | Rue de Champ Rose (Lage) | PA00112059    | Inscrit      | 1948 1999 | weitere Bilder |
| Kirche St-Pierre  | ab dem 12. Jahrhundert | 48 Grande Rue (Lage)     | PA00112060    | Inscrit      | 1925      | weitere Bilder |

## Liste der Objekte
| Bezeichnung                           | Beschreibung                                                              | Standort                       | Kennzeichnung | Schutzstatus | Datum | Bild |
| ------------------------------------- | ------------------------------------------------------------------------- | ------------------------------ | ------------- | ------------ | ----- | ---- |
| Skulptur Notre-Dame de Bon Secours    | Darstellung einer sitzenden Madonna mit Kind; Eichenholz, bezeichnet 1227 | in der Kirche St-Pierre (Lage) | PM21000042    | Classé       | 1923  |      |
| Grabstein für Amiet d’Arceau          | Kalkstein, um 1297                                                        | in der Kirche St-Pierre (Lage) | PM21000043    | Classé       | 1923  |      |
| Grabstein für Jeanne de Crux          | Kalkstein, bezeichnet 1555                                                | in der Kirche St-Pierre (Lage) | PM21000044    | Classé       | 1923  |      |
| Grabstein für Simone d’Arceau         | Kalkstein, bezeichnet 1325                                                | in der Kirche St-Pierre (Lage) | PM21000045    | Classé       | 1927  |      |
| Skulpturengruppe Unterweisung Mariens | Holz, um 1800                                                             | in der Kirche St-Pierre (Lage) | PM21000046    | Classé       | 1962  |      |
| Vier Reliquiare                       | Holz, Stuck, vergoldet, erste Hälfte des 18. Jahrhunderts                 | in der Kirche St-Pierre (Lage) | PM21000047    | Classé       | 1962  |      |